# Peso kubańskie wymienialne
Peso kubańskie wymienialne – dawniej jedna z dwóch walut używanych na Kubie. Inną walutą używaną w obiegu było peso kubańskie. Peso wymienialne było limitowane na wyspie od 1994 roku, kiedy waluta zaczęła być traktowana na równi w stosunku do dolara amerykańskiego. Od 8 listopada 2004 roku peso wymienialne było akceptowane wśród kubańskich przedsiębiorców oraz właścicieli drobnych zakładów na równi z dolarem amerykańskim. Oficjalny kurs waluty w stosunku do dolara amerykańskiego poza granicami Kuby wynosił 1 cuc = 1,08 USD. Od 1 stycznia 2021 roku peso kubańskie wymienialne przestało być oficjalną walutą na Kubie, od tego momentu jedyną walutą w kraju jest peso kubańskie.
Oficjalnie ISO 4217 nie uznaje peso wymiennego jako waluty międzynarodowej, przez co waluta ta nie otrzymała międzynarodowego kodu wystawianego przez organizację.

## Historia
Pomiędzy 1993 a 2004 kubańska waluta była podzielona pomiędzy rodzimą pesetę oraz amerykańskiego dolara. Waluta amerykańska pozwalała na kupno luksusowych dóbr konsumpcyjnych oraz była szeroko używana przez turystów odwiedzających Kubę.
8 listopada 2004 kubański rząd wprowadził w obrót nową walutę, która byłaby traktowana i używana na równi w stosunku do dolara. Rząd wprowadził w obrót nową walutę, aby zredukować niekorzystny wpływ sankcji gospodarczych nałożonych przez rząd Stanów Zjednoczonych.
Od 1 stycznia 2021 peso kubańskie wymienialne przestało być oficjalną walutą w kraju.

## Banknoty oraz monety
W obiegu znajdujowały się:
- monety o nominałach:1, 5, 10, 25, 50 centavos oraz 1, 5 peset
- banknoty o nominałach 1, 3, 5, 10, 25, 50 i 100 pesos

## Historia kursu wobec dolara amerykańskiego
Do 2005 roku kurs waluty w stosunku do dolara amerykańskiego wynosił 1:1. 24 marca 2005 bank centralny Kuby zwiększył wartość pesety wymiennej o 8%, co spowodowało, że jedna peseta była warta 1,08.
Mimo następnego opodatkowania waluty o około 10% i przekroczeniu 1,20 USD za pesetę, rząd zdecydował się nie opodatkować transferów bankowych oraz transakcji kartą kredytową, dzięki czemu stosunek transferu bankowego wynosi  1:1,11, a transakcje kartą wynoszą 1:1,08 w stosunku do kursu nieopodatkowanej waluty.